# The Life of Juanita Castro
The Life of Juanita Castro è una commedia underground del 1965 diretta da Andy Warhol.

## Trama
Un drammaturgo insulta un certo numero di attrici per improvvisare un'opera teatrale su Fidel Castro e la sua famiglia, in un momento in cui la rivoluzione cubana riportava storie inquietanti di esecuzioni e imprigionamenti e, in particolare, odio e virulenti torture violente verso gli omosessuali nel paradiso filo-marxista di Castro. Diversi personaggi maschili vengono interpretati da donne, con una chiara presa in giro del machismo e del totalitarismo.

## Produzione
Le riprese avvennero nel marzo 1965; la location era sulla East 10th Street a Manhattan, New York.

## Distribuzione
Il film ebbe la sua prima alla "Cineteca dei Cineasti" il 22 marzo 1965. È stato pubblicato su DVD.